# Municipio de Indian Creek (condado de Mills)
El municipio de Indian Creek (en inglés: Indian Creek Township) es un municipio ubicado en el condado de Mills en el estado estadounidense de Iowa. En el año 2010 tenía una población de 883 habitantes y una densidad poblacional de 6,79 personas por km².

## Geografía
El municipio de Indian Creek se encuentra ubicado en las coordenadas 41°2′29″N 95°28′12″O / 41.04139, -95.47000. Según la Oficina del Censo de los Estados Unidos, el municipio tiene una superficie total de 130.06 km², de la cual 129,48 km² corresponden a tierra firme y (0,44 %) 0,57 km² es agua.

## Demografía
Según el censo de 2010, había 883 personas residiendo en el municipio de Indian Creek. La densidad de población era de 6,79 hab./km². De los 883 habitantes, el municipio de Indian Creek estaba compuesto por el 98,98 % blancos, el 0,11 % eran afroamericanos, el 0,11 % eran asiáticos y el 0,79 % eran de una mezcla de razas. Del total de la población el 0,57 % eran hispanos o latinos de cualquier raza.